# Jabal Janūbī
Jabal Janūbī är ett berg i Förenade Arabemiraten.   Det ligger i emiratet Fujairah, i den nordöstra delen av landet, 200 kilometer nordost om huvudstaden Abu Dhabi. Toppen på Jabal Janūbī är 578 meter över havet.
Terrängen runt Jabal Janūbī är kuperad österut, men västerut är den platt.  Trakten runt Jabal Janūbī är ganska tätbefolkad, med 54 invånare per kvadratkilometer..
Trakten runt Jabal Janūbī är ofruktbar med lite eller ingen växtlighet.